# 斑紋蛙鳚
斑紋蛙鳚（學名：Istiblennius zebra），又稱斑紋動齒鳚，為輻鰭魚綱鳚形目䲁科蛙䲁屬的一種，分布於中太平洋夏威夷群島海域，深度可達2公尺，本魚體延長形，稍側扁，頭鈍短，雄魚頭頂具冠膜，雌魚無，無頸鬚，上下唇平滑，無犬齒，背鰭具缺刻，背鰭與尾柄相連，臀鰭不與尾柄相連，體色多變，從藍黑色到帶有清晰條紋的炭色或棕灰色，當處於淺水中或受到驚嚇時，身體就會出現斑點，成魚的眼睛下方有一排小而明亮的藍點，繁殖期的雄魚的臉頰上會出現淡黃褐色的斑塊，背鰭硬棘12-14枚、背鰭軟條20-23枚、臀鰭硬棘2枚，臀鰭軟條21-23枚，體長可達19.3公分，棲息於沿岸潮間帶礁石潮池，遇到危險時會以一進一退的方式在潮池間跳躍，以藻類及有機碎屑為食，雌魚產附著性卵，雄魚有護卵行為，生活習性不明，可做為觀賞魚。